# Bob Forte
Robert Dominic "Bob" Forte, född 15 juli 1922 i Lake Village i Arkansas, död 12 mars 1996 i Dallas i Texas, var en amerikansk utövare av amerikansk fotboll som spelade 1946–1950 och 1952–1953 för Green Bay Packers i NFL. Han draftades av Packers år 1943 i elfte omgången.
Forte spelade amerikansk fotboll, baseboll och basket i Arkansas Razorbacks under studietiden vid University of Arkansas. Sedan tjänstgjorde han som officer i USA:s armé i andra världskriget. Den aktiva spelarkarriären avbröts en gång till i början av 1950-talet när han tjänstgjorde i Koreakriget. År 1973 upptogs Forte i Green Bay Packers Hall of Fame.